# حباب مندل

اشعه‌نگاری (گرافیک) و ایجاد تصویر سه‌بعدی مندلبرو

حباب مندل یک فراکتال سه‌بعدی از مجموعه مندلبرو می‌باشد که به وسیلهٔ دانیل وایت و پاول نایلاندر ساخته شده‌است. این فراکتال با استفاده از دستگاه مختصات کروی حاصل می‌گردد.

## فرمول
فرمول دانیل وایت و پاول نایلاندر با توان n ام در سه بعد y , x و z به شرح زیر است:
{\displaystyle \langle x,y,z\rangle }
{\displaystyle \langle x,y,z\rangle ^{n}=r^{n}\langle \sin(n\theta )\cos(n\phi ),\sin(n\theta )\sin(n\phi ),\cos(n\theta )\rangle }
در صورتیکه:
{\displaystyle {\begin{aligned}r&={\sqrt {x^{2}+y^{2}+z^{2}}}\\\phi &=\arctan(y/x)=\arg(x+yi)\\{\rm {and\ }}\theta &=\arctan({\sqrt {x^{2}+y^{2}}}/z)=\arccos(z/r).\end{aligned}}}